# 克勒拉希 (摩爾多瓦)

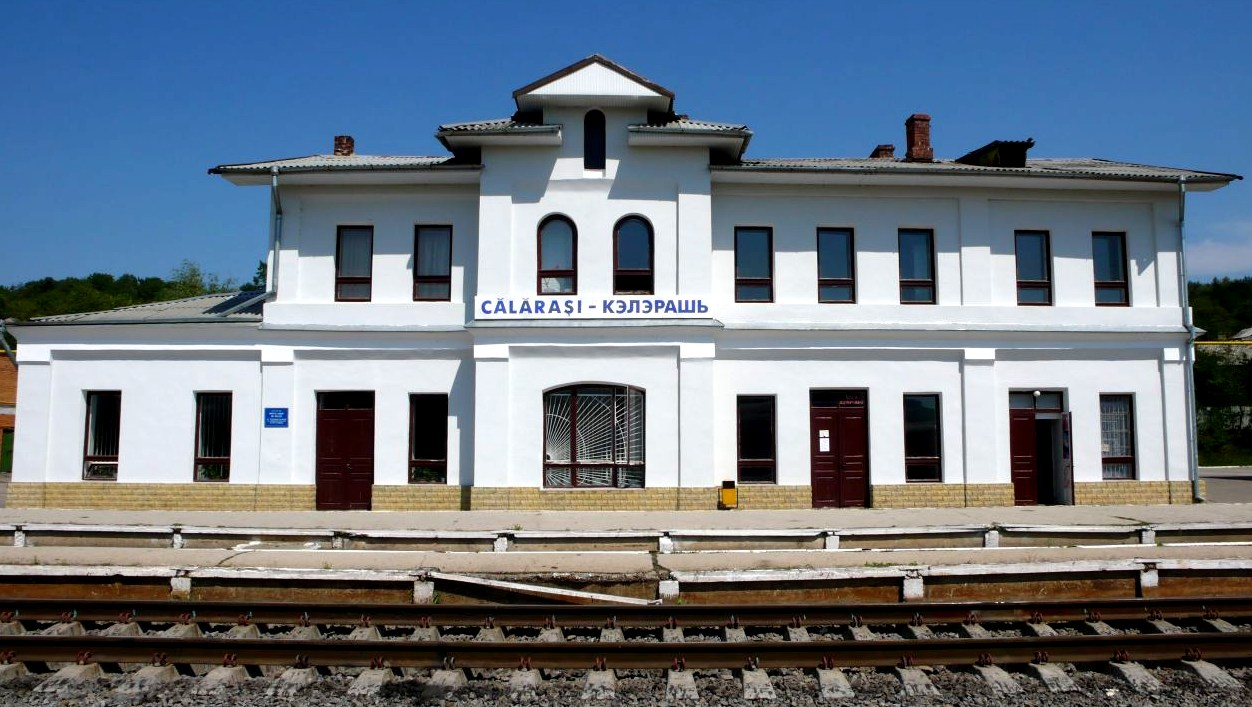

克勒拉希（發音：[kələˈraʃʲ] ⓘ）是摩爾多瓦的城鎮，也是克勒拉希區的首府，位於該國中部，距離首都基希讷乌50公里，始建於1848年，該鎮在第二次世界大戰被摧毁，2010年人口16,100。